# لوئیس پااندریا
لوئیس پااندریا (انگلیسی: Luis Papandrea؛ زادهٔ ۸ اوت ۱۹۵۲) بازیکن فوتبال است.